# Neoclosterus opacipennis
Neoclosterus opacipennis là một loài bọ cánh cứng trong họ Cerambycidae.